# Devgadbaria
Devgadbaria là một thành phố và khu đô thị của quận Dohad thuộc bang Gujarat, Ấn Độ.

## Nhân khẩu
Theo điều tra dân số năm 2001 của Ấn Độ, Devgadbaria có dân số 19.201 người. Phái nam chiếm 51% tổng số dân và phái nữ chiếm 49%. Devgadbaria có tỷ lệ 61% biết đọc biết viết, cao hơn tỷ lệ trung bình toàn quốc là 59,5%: tỷ lệ cho phái nam là 70%, và tỷ lệ cho phái nữ là 53%. Tại Devgadbaria, 15% dân số nhỏ hơn 6 tuổi.